# スコット・マクガフ
スコット・トーマス・マクガフ（Scott Thomas McGough、1989年10月31日 - ）は、アメリカ合衆国ペンシルベニア州ピッツバーグ出身のプロ野球選手（投手）。右投右打。現在は、アスレチックス傘下所属。

## 経歴

### プロ入り前
en:Plum High School出身で、2008年のMLBドラフト46巡目（全体1371位）で地元のピッツバーグ・パイレーツから遊撃手として指名されたが、これを拒否してオレゴン大学に進学した。
2010年にはアメリカ合衆国大学代表入りし、日本で開催された第5回世界大学野球選手権大会にアメリカ合衆国代表として参加した。

### プロ入りとドジャース傘下時代
2011年のMLBドラフト5巡目（全体164位）でロサンゼルス・ドジャースから投手として指名され、プロ入り。契約後、傘下のパイオニアリーグのルーキー級オグデン・ラプターズとA級グレートレイクス・ルーンズでプレー。
2012年はA+級ランチョクカモンガ・クエークスでプレーした。

### マーリンズ時代
2012年7月25日にハンリー・ラミレスとランディ・チョートとのトレードで、ネイサン・イオバルディと共にマイアミ・マーリンズへ移籍した。

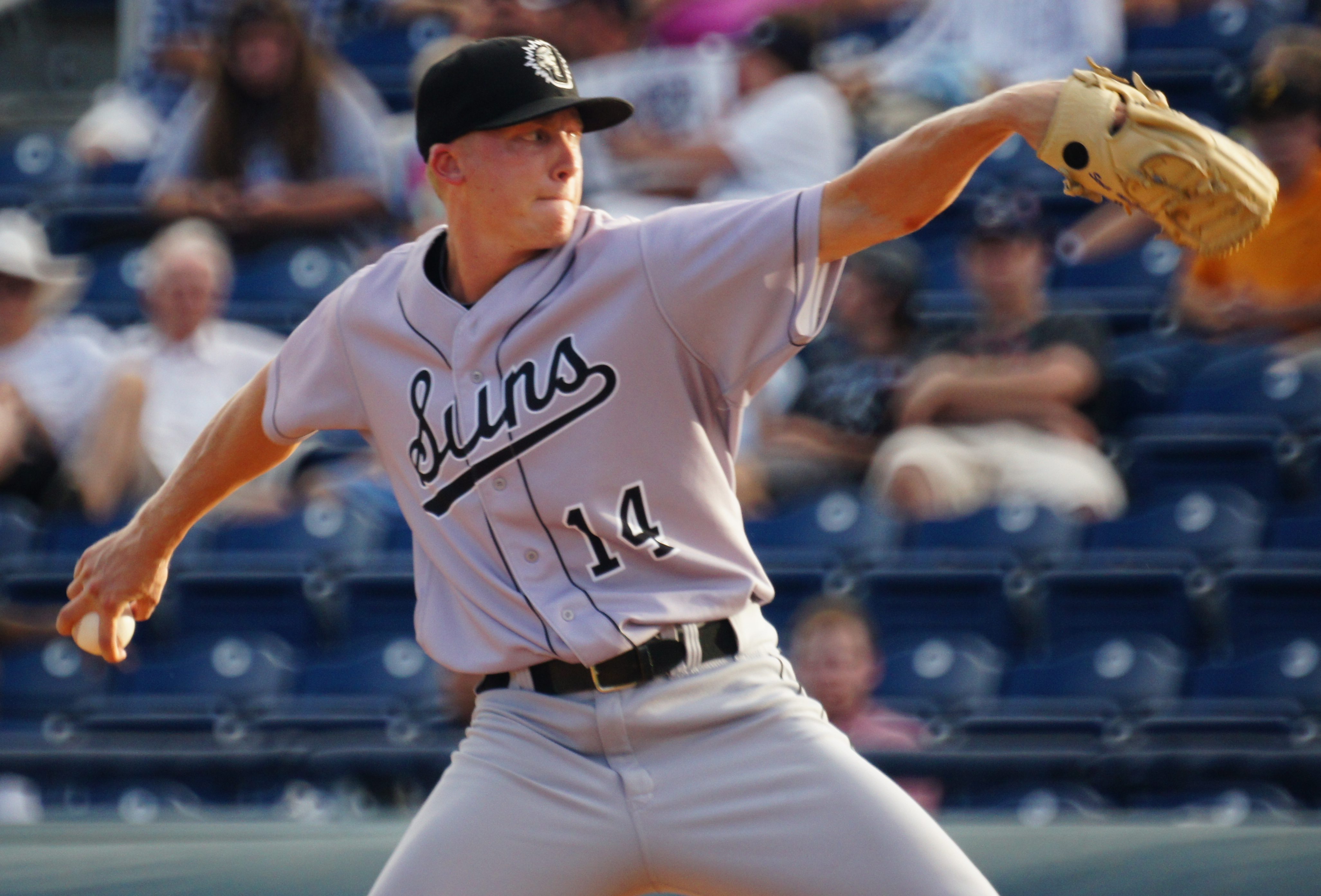
AA級ジャクソンビル・サンズ 時代
（2013年）

2013年は、メジャーに昇格できず。
2014年にはトミー・ジョン手術を受けたため、全休した。
2015年8月20日にメジャー初昇格。同日のフィラデルフィア・フィリーズ戦でメジャー初登板を果たし、2/3回3失点という内容だった。この年メジャーでは6試合に登板して防御率9.45、4奪三振を記録した。

### オリオールズ傘下時代
2016年4月15日にウェイバー公示を経てボルチモア・オリオールズへ移籍したが、メジャーに昇格できず。
2017年は主に傘下のAAA級ノーフォーク・タイズでプレーした。

### ロッキーズ傘下時代
2017年11月23日にコロラド・ロッキーズとマイナー契約を結ぶ。
2018年シーズンは傘下AAA級アルバカーキ・アイソトープスで43試合に登板し7勝3敗、防御率5.55の成績を残した。オフの11月3日にFAとなった。11月9日に再契約したが、12月18日に再びFAとなった。

### ヤクルト時代
2018年12月25日、アルバート・スアレスと共に東京ヤクルトスワローズが獲得したことを発表した。背番号は37。
2019年4月10日の広島東洋カープ戦で9回裏を無失点に抑えると、10回表に打線が12得点を挙げたためNPB初勝利を記録。その後は主に勝ちパターンを務めていたが、7月4日の広島戦で石山泰稚の代役として初セーブを挙げるとそれ以降は抑えに定着した。オールスターにも石山の代役で出場した。終盤は打ち込まれる試合もあり一時デビッド・ハフに抑えを譲った時期もあったものの、シーズン通じて登録抹消されることなく65試合に登板し、6勝3敗18ホールド11セーブを記録した。
2020年は、序盤は打ち込まれるも徐々に調子を取り戻した。防御率は3.91と前年より悪化したが、50試合に登板してリーグ4位の27ホールドポイントを記録してチームを支えた。オフに、推定年俸100万ドルで2年契約を結んだ。
2021年は開幕よりセットアッパーとして起用されていたが、ストッパーを務める石山の不振により、5月下旬より抑えに配置転換された。6月には月間10セーブの球団新記録を記録した。シーズン中の7月2日に東京オリンピックの野球アメリカ合衆国代表に選出された、同大会では銀メダルを獲得した。シーズンを通じても66試合の登板で3勝2敗31セーブ14ホールド、防御率2.52とNPB移籍以降最高の成績を残し、シーズンホールド記録を打ち立てた清水昇と共に優勝したヤクルトの中継ぎ陣の主柱として牽引した。読売ジャイアンツと対戦したクライマックスシリーズでは2試合に登板し、胴上げ投手となった。オリックス・バファローズと対戦した日本シリーズでは、第1戦は2点リードを守れず敗戦投手、第3戦、第4戦はともに1点リードを守りセーブを記録、第5戦は同点の場面で登板したが決勝点を取られ敗戦投手、第6戦は10回途中から2回1/3を無安打無失点に抑え、勝利投手と胴上げ投手になった。
2022年は開幕から抑えとして起用されると、5月26日の対北海道日本ハムファイターズ戦（神宮）で万波中正、アリスメンディ・アルカンタラに被弾するまで、開幕から18試合連続無失点と好調な滑り出しを見せた。中盤は成績を落としたもののシーズンを通じて抑えの座を守り抜き、最多セーブを獲得したライデル・マルティネス（中日ドラゴンズ）に次ぐ38セーブを挙げ2年連続リーグ優勝に貢献した。オリックスと2年連続での対戦となった日本シリーズでは、第1戦でセーブを挙げたものの、1点リードで登板した第5戦では自身の悪送球から同点とされ吉田正尚にサヨナラ2点本塁打を打たれ敗戦投手となった。救援登板で通算3敗を記録したのはシリーズ史上初である。オフの11月30日にMLB復帰を目指し、退団することが発表され、12月2日に自由契約公示された。

### ダイヤモンドバックス時代
2022年12月15日にアリゾナ・ダイヤモンドバックスと2年総額625万ドルの契約を結んだ。この契約は2025年シーズン後の球団側・選手側とも行使権のあるオプション付きで、契約解除となった場合は75万ドルのバイアウトが発生する。背番号は30。
2023年4月2日のロサンゼルス・ドジャース戦でメジャー初セーブを記録した。8月19日のサンディエゴ・パドレス戦では、急遽ダブルヘッダーとなった影響で第2試合にオープナーとしてメジャー初先発登板した。
2024年はメジャーで開幕を迎えたが、5月6日にAAA級リノ・エーシズに降格した。それ以降はメジャーとマイナーを往復することとなった。9月16日にこの年4度目となるメジャー昇格を果たすと、以降は最終戦までメジャーに帯同した。オフの11月4日に球団側に相互オプションを破棄されて一度はFAとなるも、翌2025年2月11日にマイナー契約で契約を結び直した。ジョン・カーティスと共に同年のスプリングトレーニングには招待選手として参加する。また、その日のうちにAAA級リノに配属された。5月4日に1度メジャーに呼ばれ1試合に登板するが、その後マイナー降格となった。しかし、再び5月16日にメジャー契約を結び、アクティブ・ロースター入りした。同月19日のロサンゼルス・ドジャース戦では、9-3のリードで迎えた8回裏に登板。金慧成から空振り三振を奪うと、続く大谷翔平も二ゴロに打ち取るなど、無失点で切り抜けた。しかし、6月5日にアンドリュー・サールフランクを復帰させることに伴ってDFAとなり、5日後にアラミス・ガルシアをマイナーに降格させることに伴って、FAとなった。

### アスレチックス傘下時代
2025年6月14日、アスレチックスとマイナー契約を結んだ。

## プレースタイル
最速158km/hの直球と、変化球はスプリット、カットボール、稀にシュート（ツーシーム）を投げる。
タフネスさが強みで、ヤクルト時代は4シーズン全て50試合以上に登板した。2022年に2年連続で30セーブを記録した際には、監督の高津臣吾も「スコットは嫌な顔一つせずにね。しんどいときも、日本風にいうと心を込めて投げてくれるので、この数字はついてきて当然だと思います。（中略）ベンチを外れることなく、シーズン当初から最後を任せられている投球は感謝しています」と評価している。

## 人物
謙虚かつフレンドリーな性格であり、人格者として知られる。ヤクルトでチームメイトであった中村悠平は、マクガフの人柄について「ナイスガイは何人もいたけど、あそこまで気遣いができる外国人（選手）は初めて」と語っている。また、清水昇は「スコットは本当にナイスガイ。普段は陽気で明るくてみんなを盛り上げてくれるけど、試合ではスイッチが入るとすごい集中力で熱い姿を見せてくれる」と語っている。
遠征の際にチームメイトと一緒に夕食に出かけ、野球やプライベートのことを話すことが大好きだと語っている。
2019年にヤクルト入団で来日した際、当初は1年限りのプレーのつもりで「メジャーへ戻るための勢いを付けられれば」といった思いだった。しかし、日本でプレーするうちに、野球の質が予想以上だったこと、スワローズファンが素晴らしかったことなどを理由に家族ともども日本のことを気に入り、野球選手としての残りのキャリアを日本で過ごすことまで検討したとピッツバーグ・トリビューン・レビューのインタビューで語っている。結果、4年もの間NPBでプレーし、2023年からアメリカ球界に復帰している。
父トム・マクガフは投手としてマイナーリーグでプレーしており、1977年にはクリーブランド・インディアンズで背番号45を与えられメジャーリーグ昇格を果たしたが試合での登板は果たせずに終わった。

## 詳細情報

### 年度別投手成績
| 年 度    | 球 団    | 登 板 | 先 発 | 完 投 | 完 封 | 無 四 球 | 勝 利 | 敗 戦 | セ 丨 ブ | ホ 丨 ル ド | 勝 率 | 打 者 | 投 球 回 | 被 安 打 | 被 本 塁 打 | 与 四 球 | 敬 遠 | 与 死 球 | 奪 三 振 | 暴 投 | ボ 丨 ク | 失 点 | 自 責 点 | 防 御 率 | W H I P |
| -------- | -------- | ----- | ----- | ----- | ----- | -------- | ----- | ----- | -------- | ----------- | ----- | ----- | -------- | -------- | ----------- | -------- | ----- | -------- | -------- | ----- | -------- | ----- | -------- | -------- | ------- |
| 2015     | MIA      | 6     | 0     | 0     | 0     | 0        | 0     | 0     | 0        | 0           | .000  | 35    | 6.2      | 12       | 0           | 4        | 0     | 0        | 4        | 0     | 0        | 7     | 7        | 9.45     | 2.40    |
| 2019     | ヤクルト | 65    | 0     | 0     | 0     | 0        | 6     | 3     | 11       | 18          | .667  | 296   | 68.2     | 71       | 2           | 22       | 4     | 2        | 64       | 2     | 0        | 25    | 24       | 3.15     | 1.35    |
| 2020     | ヤクルト | 50    | 0     | 0     | 0     | 0        | 4     | 1     | 0        | 23          | .800  | 195   | 46.0     | 42       | 4           | 15       | 1     | 3        | 52       | 2     | 1        | 20    | 20       | 3.91     | 1.24    |
| 2021     | ヤクルト | 66    | 0     | 0     | 0     | 0        | 3     | 2     | 31       | 14          | .600  | 259   | 64.1     | 43       | 7           | 23       | 2     | 3        | 76       | 3     | 0        | 19    | 18       | 2.52     | 1.03    |
| 2022     | ヤクルト | 55    | 0     | 0     | 0     | 0        | 2     | 2     | 38       | 4           | .500  | 215   | 53.2     | 39       | 5           | 13       | 2     | 1        | 59       | 2     | 0        | 16    | 14       | 2.35     | 0.97    |
| 2023     | ARI      | 63    | 1     | 0     | 0     | 0        | 2     | 7     | 9        | 14          | .222  | 301   | 70.1     | 60       | 14          | 30       | 2     | 2        | 86       | 3     | 0        | 40    | 37       | 4.73     | 1.28    |
| 2024     | ARI      | 26    | 2     | 0     | 0     | 0        | 1     | 3     | 0        | 1           | .250  | 150   | 32.2     | 34       | 6           | 21       | 0     | 1        | 25       | 1     | 1        | 30    | 27       | 7.44     | 1.68    |
| MLB：3年 | MLB：3年 | 95    | 3     | 0     | 0     | 0        | 3     | 10    | 9        | 15          | .231  | 486   | 109.2    | 106      | 20          | 55       | 2     | 3        | 115      | 4     | 1        | 77    | 71       | 5.83     | 1.47    |
| NPB：4年 | NPB：4年 | 236   | 0     | 0     | 0     | 0        | 15    | 8     | 80       | 59          | .652  | 965   | 232.2    | 195      | 18          | 73       | 9     | 9        | 251      | 9     | 1        | 80    | 76       | 2.94     | 1.15    |

- 2024年度シーズン終了時

### 年度別守備成績
| 年 度 | 球 団    | 投手  | 投手  | 投手  | 投手  | 投手  | 投手     |
| 年 度 | 球 団    | 試 合 | 刺 殺 | 補 殺 | 失 策 | 併 殺 | 守 備 率 |
| ----- | -------- | ----- | ----- | ----- | ----- | ----- | -------- |
| 2015  | MIA      | 6     | 0     | 1     | 0     | 0     | 1.000    |
| 2019  | ヤクルト | 65    | 10    | 8     | 3     | 0     | .857     |
| 2020  | ヤクルト | 50    | 5     | 6     | 1     | 1     | .917     |
| 2021  | ヤクルト | 66    | 7     | 4     | 1     | 0     | .917     |
| 2022  | ヤクルト | 55    | 6     | 3     | 2     | 0     | .818     |
| 2023  | ARI      | 63    | 10    | 3     | 0     | 1     | 1.000    |
| 2024  | ARI      | 26    | 1     | 3     | 0     | 1     | 1.000    |
| MLB   | MLB      | 95    | 11    | 7     | 0     | 2     | 1.000    |
| NPB   | NPB      | 236   | 28    | 21    | 7     | 1     | .875     |

- 2024年度シーズン終了時

### 表彰
- 東鉄工業presents燕の下の力持ち賞（2021年6〜8月度）[41]

### 記録

#### NPB
初記録
- 初登板：2019年3月30日、対阪神タイガース2回戦（京セラドーム大阪）、6回裏に2番手で救援登板、1回無失点
- 初奪三振：2019年4月3日、対横浜DeNAベイスターズ2回戦（明治神宮野球場）、4回表に濵口遥大から見逃し三振
- 初ホールド：2019年4月4日、対横浜DeNAベイスターズ3回戦（明治神宮野球場）、6回裏に3番手で救援登板、1回無失点
- 初勝利：2019年4月10日、対広島東洋カープ2回戦（MAZDA Zoom-Zoom スタジアム広島）、9回裏に5番手で救援登板、1回無失点
- 初セーブ：2019年7月4日、対広島東洋カープ14回戦（MAZDA Zoom-Zoom スタジアム広島）、9回裏に5番手で救援登板・完了、2/3回無失点

その他の記録
- オールスターゲーム出場：3回（2019年、2021年、2022年）

#### MLB
初記録
- 初登板：2015年8月20日、対フィラデルフィア・フィリーズ戦、2/3回3失点
- 初先発登板：2023年8月19日、対サンディエゴ・パドレス戦、2回1/3を無失点
- 初セーブ：2023年4月2日、対ロサンゼルス・ドジャース4回戦（ドジャー・スタジアム）、9回裏に5番手で救援登板・完了、2/3回無失点

### 背番号
- 56（2015年）
- 37（2019年 - 2022年）
- 30（2023年 - 2025年5月31日）

### 代表歴
- 2010年世界大学野球選手権大会アメリカ合衆国代表
- 2020年オリンピック野球アメリカ合衆国代表